# Aloxazolam
L’aloxazolam è un composto chimico di formula C17H14BrFN2O2 

## Caratteristiche strutturali e fisiche
Questo composto appartiene alla classe dei composti organici noti come 1,3-ossazolobenzo-1,4-diazepine. Si tratta di composti eterociclici aromatici che contengono un anello 1,3-ossazolo fuso alla porzione 1,4-diazepinica di un sistema ad anello 1,4-benzodiazepinico. Esso presenta le seguenti caratteristiche:
| N. di atomi pesanti                          | 23          | 23           |
| N. di donatori di legami a idrogeno          | 1           | 1            |
| N. di accettori di legami a idrogeno         | 4           | 4            |
| N. di legami ruotabili                       | 1           | 1            |
| N. di elementi stereogenici non identificati | 1           | 1            |
| Massa monoisotopica                          | 376,02227 u | 376,02227 u  |
| Superficie polare                            | 41.6 Å²     | 41.6 Å²      |
| Sezione d'urto                               | [M-H]-      | 167,75581 Å2 |
| Sezione d'urto                               | [M+H]+      | 170,11388 Å2 |
| Sezione d'urto                               | [M+Na]+     | 176,20705 Å2 |

## Reattività e caratteristiche chimiche
| Indice di ritenzione di Kovats | standard apolare      | 2646 , 2620 , 2620 , 2634 |
| Indice di ritenzione di Kovats | semi standard apolare | 2634                      |

Del composto sono disponibili i seguenti spettri analitici:
- spettro GC-MS[3]
- spettro LC-MS[4]
- spettro Raman[5]

## Farmacologia e tossicologia

### Faracodinamica
È un agonista del recettore GABA-A.

### Effetti del composto e usi clinici
Commercializzato principalmente in Giappone, ha proprietà ipnotiche simili ad altri farmaci benzodiazepinici, nello specifico triazolam, temazepam e flunitrazepam. È indicato per il trattamento dell'insonnia e dell'ansia.
Determina la depressione del sistema nervoso centrale (SNC) e il coma, o l'eccitazione paradossa, sono possibili, ma i decessi sono rari quando viene assunto da solo. Il coma profondo e altre manifestazioni di grave depressione del SNC sono rari. La sedazione, la sonnolenza, la diplopia, la disartria, l'atassia e il deterioramento intellettuale sono gli effetti avversi più comuni.
Gli anziani e i bambini molto piccoli sono più suscettibili all'azione deprimente sul SNC. La somministrazione endovenosa di dosi terapeutiche di benzodiazepine può provocare apnea e ipotensione.
La dipendenza può svilupparsi con l'uso regolare, anche a dosi terapeutiche per brevi periodi. Se viene interrotto bruscamente dopo un uso regolare, possono svilupparsi sintomi di astinenza.

### Tossicologia
Il sovradosaggio negli adulti spesso comporta l'assunzione concomitante di altri depressivi del SNC, che agiscono sinergicamente aumentando la tossicità.
| Organismo | Tipo di test | Somministrazione | Dose        | Effetto                                                      |
| --------- | ------------ | ---------------- | ----------- | ------------------------------------------------------------ |
| Bambino   | TDLo         | orale            | 2 mg/kg     | miosi e sonnolenza                                           |
| Ratto     | DL50         | orale            | 2.858 mg/kg | cambiamenti nella capacità motoria, depressione respiratoria |
| Ratto     | DL50         | i.v.             | > 3 gm/kg   | cambiamenti nella capacità motoria, depressione respiratoria |
| Ratto     | DL50         | subcutanea       | > 3 gm/kg   | cambiamenti nella capacità motoria, depressione respiratoria |
| Topo      | DL50         | orale            | 1.413 mg/kg | cambiamenti nella capacità motoria, depressione respiratoria |
| Topo      | DL50         | i.p.             | > 15 gm/kg  | cambiamenti nella capacità motoria, depressione respiratoria |
| Topo      | DL50         | subcutanea       | > 15 gm/kg  | cambiamenti nella capacità motoria, depressione respiratoria |

## Regolamentazione
- DEA Schedule IV controlled substance[12]
- Orange Book[13]